# 朱濬
朱濬（14世紀—1415年2月1日），南直隸鳳陽府壽州人，明朝政治人物。

## 生平
朱濬是燕府長史朱復的兒子，以恩蔭獲授北平布政使司左參議，在靖難之役有功晉任通政使司左通政，永樂四年（1406年）（或三年（1405年））升任北京行部尚書。五年時曾上奏西湖河道淤塞，請求疏通，並增加水閘，但明成祖只同意疏通疏通；十二年十二月（合1415年）他去世，獲賜祭喪，諡號榮愿。

## 引用
1. 1 2  《國朝列卿紀·卷之六十八·北京行部尚書侍郎行實》：朱濬，字□□，直隸鳳陽府壽州人。洪武末以父長史伯賢廕，歷□□□□□□□，永樂四年任北京行部尚書。五年濬奏西湖景至通流七閘，河道淤塞，請以民丁疏浚，并至昌平自沛材一百里增至十二閘。　命以運糧軍士浚河道，其閘俟更議，十二年卒於官。
2. ↑  《明太宗文皇帝實錄·卷二十下》：（永樂元年五月）己亥，論守城功，陞前北平布政司左參議孫堬為戶部左侍郎；左參議朱濬通政司左通政……
3. ↑  《明太宗文皇帝實錄·卷三十九》：（永樂三年二月）丁丑，陞通政司左通政朱濬為北京行部尚書。
4. ↑  《國朝列卿紀·卷之六十八·北京行部尚書侍郎年表》：朱濬 直隸壽州人，洪武末以父長史伯賢廕，永樂四年任北京行部尚書，十二年卒於官。</sub
5. ↑  《明太宗文皇帝實錄·卷一百五十九》：（永樂十二年十二月）辛卯，北京刑部【行部】尚書朱濬卒。濬前燕府長史復之子，復事　上最久，既卒以濬署典儀所引禮舍人，　上起義靖難，命署北平布政司事。永樂元年擢通政司左通政，三年陞刑部【行部】尚書。至是卒，命有司營葬喪，遣官致祭。
6. ↑  《弇山堂別集·卷七十四·諡法五》：榮愿 文臣 北京刑部【行部】尚書朱濬 洪熙